# لوئیز بوئنو

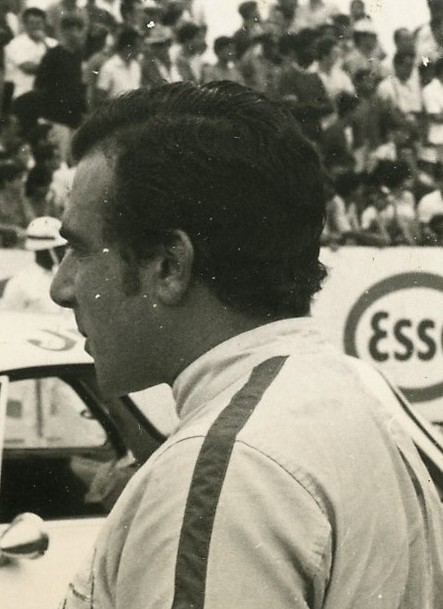
لوئیز-پریرا بوئنو در سال ۱۹۶۷

لوئیز-پریرا بوئنو (پرتغالی: Luiz-Pereira Bueno؛ زادهٔ ۱۶ ژانویهٔ ۱۹۳۷ در سائو پائولو، درگذشتهٔ ۸ فوریهٔ ۲۰۱۱ در آچیبایا) رانندهٔ مسابقات اتومبیل‌رانی فرمول یک اهل برزیل بود که در فصل ۱۹۷۳ در مجموع در یک گراند پری شرکت کرد، اما موفق به کسب هیچ امتیازی نشد.
بوئنو در ۸ فوریهٔ ۲۰۱۱ بر اثر ابتلا به سرطان در آچیبایا درگذشت.